# Municipio de Dayton (condado de Butler)
El municipio de Dayton (en inglés: Dayton Township) es un municipio ubicado en el condado de Butler en el estado estadounidense de Iowa. En el año 2010 tenía una población de 292 habitantes y una densidad poblacional de 3,08 personas por km².

## Geografía
El municipio de Dayton se encuentra ubicado en las coordenadas 42°52′9″N 92°43′20″O / 42.86917, -92.72222. Según la Oficina del Censo de los Estados Unidos, el municipio tiene una superficie total de 94.83 km², de la cual 93,93 km² corresponden a tierra firme y (0,95 %) 0,9 km² es agua.

## Demografía
Según el censo de 2010, había 292 personas residiendo en el municipio de Dayton. La densidad de población era de 3,08 hab./km². De los 292 habitantes, el municipio de Dayton estaba compuesto por el 100 % blancos. Del total de la población el 0 % eran hispanos o latinos de cualquier raza.